# Cyanocorax dickeyi
Cyanocorax dickeyi é uma espécie de ave da família Corvidae.
É endémica do México.
Os seus habitats naturais são: regiões subtropicais ou tropicais húmidas de alta altitude.